# Flerte

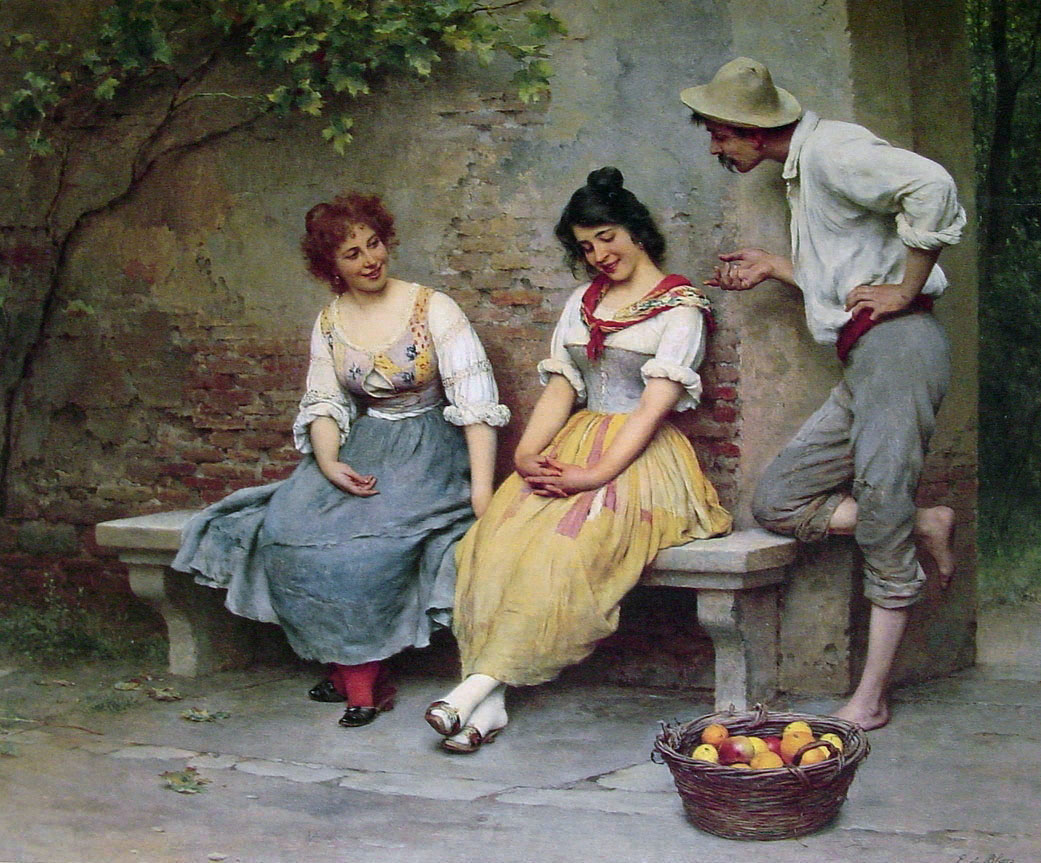
O Flerte de Eugene de Blaas.

Flerte, curte ou paquera é um comportamento comum entre seres humanos que consiste numa discreta insinuação de interesse entre pessoas. Dele pode se originar um relacionamento mais próximo, desde que ambos os interessados tenham uma correspondência de afinidades. O flerte obedece a certas normas sociais e comportamentais, aceites conforme a sociedade em que se encontra - como também não aceites em certas sociedades. Como regra geral existe a necessidade de uma prévia empatia entre ambas as partes, dentro de uma conversa amigável e prazerosa, onde ambos sentem-se atraídos, em princípio fisicamente, podendo evoluir até para uma atração sentimental e/ou emocional.
O flerte é reconhecido pelas suas peculiaridades, onde podem existir técnicas de persuasão e encantamento que podem facilitar o trabalho da pessoa interessada para conquistar outrem. Tais técnicas podem ir desde um olhar de consentimento até sinais corporais (não-verbais) que significam diversos estados emocionais. Dentre esses sinais corporais, são os mais comuns: piscar o olho, ajeitar o cabelo, intenso contato visual, respiração ofegante, postura mais aberta e voltada para a pessoa, aproximação (proxêmica), dentre outros. Comunicações verbais podem incluir alterações no tom vocal, volume ou entonação. Há também espécies de desafios, como questionamentos ou provocações que servem para testar o quanto a outra pessoa está interessada ou para ver como se comporta.
Há obras no mercado que auxiliam principalmente pessoas tímidas a sentirem-se bem em flertar e desinibirem-se com mais facilidade. Há pessoas que acham que o flerte é algo inútil, falta de criatividade.
O flerte antecede o namoro, o qual é um compromisso maior que o flerte.